# Roy Haynes
Owen Roy Haynes (Boston, 13 de março de 1925 – Condado de Nassau, 12 de novembro de 2024) foi um baterista americano de jazz. Haynes é um dos mais ativos bateristas de jazz da década de 1960, numa variada gama de estilos que vão desde bebop, jazz fusion e avant-garde jazz.

## Discografia
- 1954 Busman's Holiday
- 1954 Roy Haynes Sextet
- 1956 Jazz Abroad
- 1958 We Three
- 1960 Just Us
- 1962 Out of the Afternoon (Impulse! Records)
- 1963 Cracklin'
- 1963 Cymbalism
- 1964 People
- 1971 Hip Ensemble
- 1972 Equipoise
- 1973 Senyah
- 1976 Sugar Roy
- 1977 Vistalite
- 1977 Thank You Thank You
- 1978 Vistalite
- 1979 Live at the Riverbop
- 1986 True or False
- 1992 Homecoming
- 1992 When It's Haynes It Roars
- 1994 My Shining Hour
- 1994 Te Vou! (com Pat Metheny)
- 1998 Praise
- 2000 The Roy Haynes Trio
- 2000 Roy Haynes
- 2001 Birds of a Feather: A Tribute to Charlie Parker (com Roy Hargrove, Dave Holland e Kenny Garrett)
- 2003 Love Letters
- 2004 Fountain of Youth
- 2004 Quiet Fire (reissue of Thank You Thank You and Vistalite)
- 2006 Whereas
- 2007 A Life in Time: The Roy Haynes Story 3CD-1DVD Boxed Set, 1949-2006'